# Upminster
Upminster est une ville de banlieue dans l’est de Londres, en Angleterre, et une partie du borough londonien de Havering.
La station du métro de Londres la desservant est Upminster.